# شيرين مزاري
شيرين مزاري (بالأردوية: شیریں مہر النساء مزاری)‏ هي سياسية باكستانية تشغل حاليًا منصب الوزير الاتحادي لحقوق الإنسان منذ 20 أغسطس 2018. وهي رئيسة اللجنة البرلمانية لتعيين رئيس مفوضية الانتخابات وأعضاء لجنة الانتخابات في باكستان. وهي عضو في المجلس الوطني الباكستاني منذ يونيو 2013، وعضو حركة الإنصاف الباكستانية.
درست مزاري في كلية لندن للاقتصاد وحصلت فيما بعد على درجة الدكتوراه من جامعة كولومبيا في العلوم السياسية. وانضمت إلى جامعة القائد الأعظم كأستاذ مشارك وتولت رئاسة قسم الدراسات الاستراتيجية بالجامعة. وفي عام 2002 أصبحت رئيسة معهد الدراسات الاستراتيجية الممول من الحكومة وبقيت حتى فصلها من الخدمة في عام 2008. وفي عام 2009 أصبحت رئيس تحرير جريدة الأمة.